# Tibetan National Football Association
Die Tibetan National Football Association (TNFA) ist der Fußballverband des in Zentralasien gelegenen Hochlandes Tibet.

## Geschichte
Der Verband wurde von tibetischen Exilbewohnern im Jahre 2000 in Indien gegründet. Heute befindet sich das Hauptquartier in Dharamsala unweit des Sitzes der tibetischen Exilregierung, dem Sitz des 14th Dalai Lamas Tenzin Gyatso. Der Verband setzte sich das Ziel, Fußballturniere zu organisieren und die Interessen der Tibetischen Fußballauswahl und der Tibetischen Fußballauswahl der Frauen zu vertreten. Am 30. Juni 2001 trug erstmals ein Team unter der Leitung der TNFA ein Fußballspiel auf internationaler Ebene aus. Das Freundschaftsspiel im Vanløse Stadion in Kopenhagen gegen die Grönländische Fußballnationalmannschaft endete in einer 1:4-Niederlage. 2001 übernahm man zudem die Leitung und Organisation des seit 1980 ausgetragenen Gyalyum Chenmo Memorial Gold Cup (GCMGC) in Co-Leitung mit der Tibetan National Sports Association (TNSA). Ein Jahr später im Jahre 2002 wurde die Schwester des 14. Dalai Lamas, Jetsun Pema Präsidentin des Verbandes, die seither von Thupten Dorjee als Generalsekretär und Kalsang Dhondup, als leitenden Geschäftsführer assistiert wird.

## Wissenswertes
- Die dänischen Dokumentarfilmer Rasmus Dinesen und Arnold Krøjgaard drehten 2002 einen Dokumentarfilm über den Verband und die Herrenauswahl unter dem Titel The Forbidden Team.[8]

## Externe Webseiten
- Offizielle Seite